# Ministro capo dell'Estonia
Il ministro capo dell'Estonia (traduzione letterale dell'estone Eesti Peaminister) è il capo del governo della Repubblica d'Estonia. Viene nominato dal Presidente della Repubblica in base alla maggioranza presente nel Riigikogu, il parlamento monocamerale estone.

## Nomina
La procedura di nomina del ministro capo è regolata dall'articolo 89 della Costituzione del 28 giugno 1992 e coinvolge il Presidente della Repubblica e il Riigikogu.
Dopo le dimissioni del governo, il capo dello stato ha quattordici giorni per nominare un candidato ministro capo. Entro quattordici giorni dalla sua nomina, il candidato deve comparire davanti al parlamento, che decide se affidargli o meno il mandato di formare il governo. Se ottiene questo mandato, ha sette giorni per presentare l'elenco dei ministri al Presidente della Repubblica. In caso di fallimento, il Capo dello Stato può proporre un nuovo candidato entro sette giorni. Tuttavia, se il candidato proposto dal presidente non ottiene la fiducia del parlamento o non riesce a formare il governo, spetta ai parlamentari eleggere un nuovo candidato. Se il candidato scelto dal parlamento non riesce a sua volta a presentare un governo al Presidente della Repubblica entro quattordici giorni, quest'ultimo convoca le elezioni anticipate.

## Ruolo e funzioni
Le attività del governo dell'Estonia sono guidate dal ministro capo. Costui non è a capo di un ministero specifico, ma supervisiona il lavoro dell'intero governo. L'importanza del ministro capo, il suo ruolo nel governo e le sue relazioni con gli altri ministeri dipendono spesso dalla posizione del partito guidato dal ministro capo nei confronti dei suoi partner di coalizione e dall'influenza che il ministro capo detiene all'interno del proprio partito. Comunque, in tutte le questioni cruciali, l'ultima parola spetta sempre al parlamento che detiene il potere legislativo.
È responsabilità del ministro capo nominare il Segretario di Stato, che dirige la Cancelleria di Stato, l'amministrazione centrale del governo estone.